# Katharyn Powers
Katharyn Michaelian Powers est une scénariste ayant écrit pour plusieurs séries télévisées des années 1970 aux années 1990. Elle a écrit des épisodes de plusieurs séries télévisées dont Stargate SG-1. Elle a été cheffe scénariste de Falcon Crest, Fantasy Island et The Fitzpatricks. Elle a été consultante en scénario exécutive pour Stargate SG-1 lors de sa première saison.

## Vie personnelle
Sa fille est l'ancienne actrice Alexandra Powers et elle avait l'habitude de s'intéresser à la métaphysique.

## Liste des épisodes écrits par Powers
- Le Code de l'honneur (Code of Honor) (Star Trek : La Nouvelle Génération) (avec Michael Baron)
- Prologue (Past Prologue) (Star Trek: Deep Space Nine)
- Emancipation (Stargate SG-1)
- Brief Candle (Stargate SG-1)
- Thor's Hammer (Stargate SG-1)
- Fire and Water (Stargate SG-1)
- Enigma (Stargate SG-1)
- Thor's Chariot (Stargate SG-1)
- Family (Stargate SG-1)
- Serpent's Song (Stargate SG-1)